# Háromszögmátrix
A háromszögmátrix vagy triangulummátrix olyan négyzetes mátrix, melynek a főátlója alatti összes elem vagy a főátlója feletti összes elem zéró.
Az alsó háromszögmátrix felépítése:
{\displaystyle \mathbf {L} ={\begin{bmatrix}l_{1,1}&0&0&0&0\\l_{2,1}&l_{2,2}&0&0&0\\l_{3,1}&l_{3,2}&\ddots &0&0\\\vdots &\vdots &\ddots &\ddots &0\\l_{n,1}&l_{n,2}&\ldots &l_{n,n-1}&l_{n,n}\end{bmatrix}}}
vagyis olyan mátrix, melyre igaz: {\displaystyle l_{i,j}=0} ha {\displaystyle j>i}.
A felső háromszögmátrix:
{\displaystyle \mathbf {U} ={\begin{bmatrix}u_{1,1}&u_{1,2}&u_{1,3}&\ldots &u_{1,n}\\0&u_{2,2}&u_{2,3}&\ldots &u_{2,n}\\0&0&\ddots &\ddots &\vdots \\0&0&0&\ddots &u_{n-1,n}\\0&0&0&0&u_{n,n}\end{bmatrix}}},
vagyis egy olyan mátrix, melyre igaz: {\displaystyle u_{i,j}=0} ha {\displaystyle i>j}.
Determinánsának kiszámításához elegendő a főátlóbeli elemek összeszorzása:
{\displaystyle \det(L)=\prod _{i=1}^{n}l_{i,i}=l_{1,1}\cdot l_{2,2}\cdot ...\cdot l_{n,n}},